# Szatledzs

Az Indus mellékfolyói

A Szatledzs (urdu: ستلج ) folyó (kb. 1400 km hosszú) az Indus mellékfolyója. A Transzhimalája és a Himalája között ered a Raksasztal-tó északnyugati csücskében. Átfolyik  Himácsal Prades tartományon,  Pandzsáb régión. Pakisztán területén a Csenab folyóba torkollik, s ez a két vízfolyás hozza létre a Pandzsnad folyót, ami az Indusba ömlik. 
A Szatledzs forrásvidékét Sven Hedin svéd földrajztudós és felfedező találta meg 1908-ban. 

## Galéria
- A Szatledzs völgye 1857-ben (Rámpur, Himácsal Prades)
- A Szatledzs folyó 2011-ben (Himácsal Prades)
- A Szatledzs folyó Pandzsábban

## Kapcsolódó szócikk
Sven Hedin